# Vercel-Villedieu-le-Camp
Vercel-Villedieu-le-Camp je naselje in občina v francoskem departmaju Doubs regije Franche-Comté. Leta 1999 je naselje imelo 1.213 prebivalcev.

## Geografija
Kraj leži v pokrajini Franche-Comté 37 km vzhodno od Besançona.

## Uprava
Vercel-Villedieu-le-Camp je sedež istoimenskega kantona, v katerega so poleg njegove vključene še občine Adam-lès-Vercel, Athose, Avoudrey, Belmont, Bremondans, Chasnans, Chaux-lès-Passavant, Chevigney-lès-Vercel, Courtetain-et-Salans, Épenouse, Épenoy, Étalans, Étray, Eysson, Fallerans, Hautepierre-le-Châtelet, Longechaux, Longemaison, Magny-Châtelard, Nods, Orsans, Passonfontaine, Rantechaux, Valdahon, Vanclans, Vernierfontaine in Verrières-du-Grosbois z 11.535 prebivalci.
Kanton Vercel-Villedieu-le-Camp je sestavni del okrožja Pontarlier.